# Cyclopera antemedialis
Cyclopera antemedialis là một loài bướm đêm trong họ Noctuidae.